# Filip Sidklev
Carl Filip Sidklev (Stoccolma, 23 marzo 2005) è un calciatore svedese, portiere dell'Al Bidda SC.

## Carriera

### Club
Sidklev è cresciuto a Lidingö, nella contea di Stoccolma, ed ha iniziato a giocare a calcio proprio nell'IFK Lidingö.
Nel 2018, quando era tredicenne, è avvenuto il suo passaggio al settore giovanile del Brommapojkarna, finendo poi per firmare il primo contratto professionistico nell'agosto del 2022. Ha debuttato in prima squadra il 20 febbraio 2023 nell'incontro di Svenska Cupen perso 2-1 contro l'Örebro.
Per le prime tre giornate dell'Allsvenskan 2023 è stato riserva di Oscar Linnér, poi la coppia di tecnici formata da Olof Mellberg e Andreas Engelmark lo ha promosso a portiere titolare. All'inizio del girone di ritorno era tornato a sedersi in panchina in favore di Lucas Hägg-Johansson, salvo poi tornare stabilmente tra i pali dalla ventitreesima giornata in poi.

### Nazionale
Ha giocato nelle nazionali giovanili svedesi Under-17, Under-18 ed Under-19.

## Statistiche

### Presenze e reti nei club
Statistiche aggiornate al 7 maggio 2024.
| Stagione        | Squadra         | Campionato      | Campionato | Campionato | Coppe nazionali | Coppe nazionali | Coppe nazionali | Coppe continentali | Coppe continentali | Coppe continentali | Altre coppe | Altre coppe | Altre coppe | Totale | Totale | Totale |
| Stagione        | Squadra         | Comp            | Pres       | Reti       | Comp            | Pres            | Reti            | Comp               | Pres               | Reti               | Comp        | Pres        | Reti        | Pres   | Reti   |        |
| --------------- | --------------- | --------------- | ---------- | ---------- | --------------- | --------------- | --------------- | ------------------ | ------------------ | ------------------ | ----------- | ----------- | ----------- | ------ | ------ | ------ |
| 2023            | Brommapojkarna  | A               | 20+2       | -29,0      | CS+CS           | 3+1             | -7,0            |                    | -                  | -                  |             | -           | -           | 26     | -36    |        |
| 2024            | Brommapojkarna  | A               | 4          | -5         | CS+CS           | 3+0             | -1,0            |                    | -                  | -                  |             | -           | -           | 7      | -6     |        |
| Totale carriera | Totale carriera | Totale carriera | 26         | -34        |                 | 7               | -8              |                    | -                  | -                  |             | -           | -           | 33     | -42    |        |